# Dragon's Dogma
Dragon's Dogma (ドラゴンズ ドグマ?, Doragonzu Doguma) è un videogioco di ruolo d'azione sviluppato e pubblicato dalla Capcom per PlayStation 3 ed Xbox 360.
Il videogioco è caratterizzato da un'ambientazione fantasy e da elementi tipici dei videogiochi hack 'n slash e survival horror, ed è stato pubblicato in America settentrionale il 22 maggio 2012, in Europa il 25 maggio 2012 e in Giappone il 24 maggio 2012. Il videogioco è stato sviluppato dallo stesso staff che aveva lavorato su franchise precedenti della Capcom come Resident Evil, Devil May Cry e Breath of Fire.

## Trama
Il gioco si apre con un gruppo di guerrieri guidato da un cavaliere di nome Savan, ormai in procinto di terminare la sua missione di fronteggiare il drago, una creatura foriera di distruzione; i combattenti vengono visti abbattere una chimera e in seguito varcano la soglia di un enorme portone. A questo punto la narrativa si sposta a innumerevoli secoli dopo, quando un nuovo drago improvvisamente compare nel ducato di Gransys e attacca il villaggio di pescatori di Cassardis. Il protagonista, uno degli abitanti, nel tentativo di fermarlo viene sconfitto e vede il suo cuore strappatogli dal corpo dalla creatura, rimanendo però in vita. Tale gesto rivela il suo destino di "Arisen", figura leggendaria destinata ad affrontare il drago e prevenire l'apocalisse ormai incombente; nel suo viaggio, verrà sostenuto da esseri noti come "pedine", privi di volontà propria e che vagano eternamente in una dimensione parallela chiamata la "faglia" il cui unico scopo è quello di vivere per servire l'Arisen. Il protagonista, dopo essere stato raggiunto da una pedina, intraprende il suo viaggio dirigendosi in un vicino accampamento di cavalieri, ove crea una propria pedina e respinge l'attacco di un idra, mozzandone una delle teste. Il suo eroismo viene notato da una giovane cavaliera di nome Mercedes Marten, inviata dalla vicina nazione di Hearthstone (del cui sovrano è la figlia) per supportare il duca Edmun di Gransys contro il drago. Ella si offre di accompagnare l'Arisen alla capitale di Gran Soren con la testa dell'idra per provare al duca il suo valore.
Nella capitale, l'Arisen completa alcune missioni per conto degli uomini fidati del duca, gli Ammazza-draghi, e infine si presenta al cospetto del duca Edmun, che ha conservato la sua posizione per oltre un secolo senza invecchiare poiché era riuscito a sconfiggere il drago quando si palesò. Continuando a completare i vari incarichi affidatigli dal duca e dal suo ciambellano, l'Arisen fa diverse scoperte: riceve l'aiuto di un antico Arisen che ha preso il nome di Forgiato dal Drago; segue i consigli della gilda delle pedine ed esplora un baratro apparentemente senza fondo situato sotto Gran Soren e che prende il nome di Baratro dell'Eternità; indaga su una setta clandestina guidata da un uomo di nome Elysion che prende il nome di "Salvezza" e brama la vittoria del drago; e infine, grazie a un cavaliere traditore di nome Julien, scopre che Mercedes in realtà altro non è che un alleato politico inviato da suo padre per tenere segretamente d'occhio Edmun nel timore che Gransys possa diventare troppo potente se il drago dovesse essere nuovamente ucciso. Al termine di tutti gli incarichi l'Arisen affronta Elysion in cima alle Grandi Mura di Gransys, dove il folle uccide tutti i suoi seguaci per trasformarli in non morti ma in procinto di affrontare l'Arisen viene schiacciato dal drago in arrivo. Questi sfida l'Arisen ad affrontarlo per fermare l'imminente apocalisse e proclama di volerlo attendere in cima al Monte Impuro. Lì, offre all'Arisen una scelta: combattere e ucciderlo oppure sacrificare il suo amore—il personaggio con cui l'Arisen ha legato maggiormente nel corso della sua avventura—in cambio dell'immortalità e del titolo di duca di Gransys, rivelando che lo stesso Edmun prese questa decisione tempo addietro.
L'Arisen decide di combattere il drago e riesce a ucciderlo; alla sua morte, tutte le persone a lui connesse—inclusi il duca e il Forgiato dal Drago—perdono la loro immortalità, mentre il Baratro dell'Eternità diventa una fossa senza fondo che inghiotte metà di Gran Soren. Ritornato alla capitale, l'Arisen viene dichiarato un traditore dal duca, convinto che lo abbia maledetto, e nel tentativo di fuggire precipita nel baratro insieme alle sue pedine. L'Arisen collabora dunque con le numerose pedine nel baratro per aprire un portale che conduce a un piano esistenziale superiore simile alla faglia, ove dimora il Seneschal, l'entità che domina l'equilibrio del mondo e che attualmente assume le sembianze di Savan, lo stesso cavaliere apparso nel prologo. Questi ancora una volta gli offre una scelta: combatterlo oppure ritornare a Gransys per vivere in serenità. La decisione presa porta a tre differenti finali:
- Reincarnazione: Se l'Arisen viene sconfitto dal Seneschal dopo aver scelto di fronteggiarlo, questi lo ucciderà e trasformerà in drago, il quale a sua volta darà origine a un nuovo ciclo.
- Pace: Se l'Arisen decide di ritornare a Gransys, il Seneschal si mostra deluso, ma mantiene comunque la parola. Il protagonista si ritrova così sulla spiaggia di Cassardys insieme a Quina e al capo Adaro, dove vivrà il resto dei suoi giorni come un normale umano in un ciclo nel quale il drago non ha mai attaccato.
- Liberazione: Il finale considerato "canonico." L'Arisen sconfigge il Seneschal e ne prende il posto, divenendo un'entità superiore, incapace di interagire con il resto del mondo. Tuttavia, deciso a spezzare il ciclo una volta per tutte, l'Arisen utilizza l'arma del Seneschal (la Lama Sacrilega) per suicidarsi. Il gioco si conclude con la sua pedina principale, ormai divenuta un essere umano vero e proprio con il corpo del protagonista, che si risveglia sulla spiaggia di Cassardis e viene raggiunta dal suo amore.

## Modalità di gioco
Il giocatore è libero di esplorare liberamente il territorio del regno, non ci sono mezzi di trasporto e di conseguenza lo spostamento è a piedi ma esistono degli oggetti per teletrasportarsi. In base alla zona ci sono diversi nemici da affrontare, di notte i nemici cambiano diventando solitamente più numerosi e pericolosi. Ci sono grotte piene di pericoli e forti abbandonati ma non ci sono altri villaggi o città oltre al villaggio del protagonista e la Capitale del Ducato. Oltre alla trama principale ci sono altre missioni libere e diversi incarichi ottenibili nelle bacheche come recuperare degli oggetti, scortare delle persone o uccidere un certo numero di mostri.

### Classi
Al momento della creazione del personaggio e del suo accompagnatore, si può scegliere una classe che determinerà lo stile di combattimento, l'equipaggiamento e le abilità utilizzabili.
| livello  | nome classe Italiano/Inglese/Giapponese                         | costo      | Note |
| -------- | --------------------------------------------------------------- | ---------- | --- |
| Base     | Guerriero (Fighter) (ファイター?, Faitā)                        | 1000 punti | Specialista degli attacchi con armi bianche, con cui è capace di sfondare ogni difesa. Come armi usa spade e scudi |
| Base     | Arciere (Strider) (ストライダー?, Sutoraidā)                    | 1000 punti | Maestro d'arco molto agile che può anche montare e attaccare i nemici. È abile con le acrobazie. Usa pugnali ed arco |
| Base     | Mago (Mage) (メイジ?, Meiji)                                    | 1000 punti | Specialista di magie curative e di magie elementali, detiene inoltre un discreto uso delle magie che arrecano status alterati ai nemici, potendo anche donare alle armi degli alleati un determinato elemento magico. Come armi usa i bastoni |
| Avanzato | Distruttore (Warrior) (ウオリアー?, Uoriā)                      | 1000 punti | È l'evoluzione del guerriero, più letale e più resistente ma anche meno agile. Abile nel combattimento corpo a corpo e nei contrattacchi. Non teme la morte. Come armi usa spadoni e martelli |
| Avanzato | Cacciatore (Ranger) (ランジャー?, Ranjā)                        | 1000 punti | È l'evoluzione dell'arciere, armato di un arco lungo con un'aumentata potenza di tiro. Arciere la cui abilità con l'arco è una minaccia anche a lunga distanza. Come armi usa pugnali e arco lungo |
| Avanzato | Stregone (Sorcerer) (ソーサラー?, Sōsarā)                       | 1000 punti | È l'evoluzione del mago, più temibile nelle magie elementali e nell'arrecare status alterati, ma meno pratico nelle magie curative, infatti può solo curare dalle maledizioni e dalla pietrificazione, anch'esso dona alle armi un elemento magico. Esperto di ogni genere di magia, possiede molti incantesimi d'attacco letali. Come armi usa gli scettri |
| Arisen   | Paladino (Mystic Knight) (ミステイックナイト?, Misutikku Naito) | 1500 punti | È l'unione tra la classe del guerriero e quella del mago. Il Paladino è in grado di usare la magia, risulta essere l'unico che può armarsi dei grandi scudi magici ed è il migliore nelle statistiche difensive. È un combattente versatile che aiuta la squadra con incantesimi e abilità di supporto. Può usare incantesimi sui propri compagni o per potenziare se stesso. Come arma primaria può scegliere tra spade, mazze e bastoni mentre come arma secondaria usa gli scudi magici |
| Arisen   | Assassino (Assassin) (アサシン?, Asashin)                       | 1500 punti | È un vero e proprio ibrido tra l'arciere e il guerriero. Esperto di attacchi furtivi e maestro nell'utilizzo di tanti tipi diversi di armi. È dotato di attacchi agili e possenti, ma è sprovvisto di tecniche magiche. Come armi primarie può usare spade o pugnali, mentre come armi secondarie può scegliere fra scudi e archi |
| Arisen   | Arcermago (Magick Archer) (マジックアーチャー?, Majikku Āchā)   | 1500 punti | È un arciere capace di usare la magia, così facendo non usa archi e frecce convenzionali ma utilizza uno speciale arco magico, col quale trasforma la sua energia magica in frecce speciali formate da energia elementale. Risulta essere un esploratore abile, bilanciato e avventuriero. È l'unico a utilizzare gli archi magici. Come armi primarie può scegliere tra pugnali e bastoni, mentre come arma secondaria ricorre agli archi magici                                          |

Livello, Rango e Attributi
Man mano che si procede nel gioco, oltre al classico miglioramento delle statistiche dovuto all'aumento del livello dell'esperienza del giocatore, v'è anche un potenziamento che riguarda il rango della propria classe, potendo così imparare nuove abilità spendendo gli appositi punti classe ottenuti. Ciò vale sia per l'Arisen che per la Pedina principale, ma non per le altre Pedine di supporto. Il livello esperienziale massimo è il 200, al raggiungimento del quale verrà visualizzato il simbolo dell'infinito; per ogni classe invece, il rango massimo raggiungibile è il 9. Man mano che si sale di livello si possono ingaggiare le Pedine di supporto in modo gratuito, i Cristalli della Faglia verranno richiesti solo per le Pedine con un livello maggiore a quello dell'Arisen. Va inoltre detto che, a seconda della classe scelta, i vari attributi miglioreranno in modo differente a ogni salita di livello. Per di più una volta superato il livello esperienziale 100, alcuni attributi non miglioreranno se l'Arisen o la Pedina Principale possiedono una classe non incentrata su quelle caratteristiche (ad esempio: la classe Assassino, dopo il livello 100, permette di migliorare la Forza di 3 punti e la Difesa di 1 punto per ogni salita di livello, ma non incrementa in nessun modo gli attributi Magia e Difesa Magica).
Gli attributi principali sono: Punti Vita, Resistenza, Forza, Magia, Difesa e Difesa Magica.
Punti vita e Resistenza sono attributi che rappresentano, rispettivamente, la salute e l'energia per poter usare la magia o particolari abilità speciali delle armi. Forza e Magia sono attributi offensivi, riguardanti la potenza fisica nel colpire (la forza) e la potenza magica o elementale degli attacchi (la magia). I valori della Forza e della Magia influiscono sia nei normali attacchi sia negli attacchi speciali. Difesa e Difesa Magica sono rispettivamente attributi dediti alla protezione da attacchi o colpi fisici oppure da incantesimi, colpi magici o elementali.

## Personaggi
- Arisen - Protagonista del gioco. In base alla scelta del giocatore si può decidere se il protagonista sia un uomo o una donna. Quando il Drago attacca il suo villaggio, il protagonista tenta di sconfiggere la creatura ma invano. Il Drago vedendo il grande coraggio dimostrato, decide di strappargli il cuore facendolo diventare il nuovo Arisen. Anche senza cuore, il protagonista non muore e lascia il suo villaggio ed inizia la sua avventura con l'obiettivo di sconfiggere il Drago e riprendersi il cuore.
- Quina (キナ?, Kina) - è la figlia del capo del villaggio di Cassardis, non conobbe la madre che morì quando lei era piccola ma ha ereditato da essa il suo animo gentile. È molto legata al protagonista del gioco e lei stessa si considera come una sorella visto che il protagonista quando rimase orfano fu adottato dal capo del villaggio. Ora che il protagonista si appresta a lasciare il villaggio, avverte il desiderio di aiutarlo e fare la sua parte e intraprenderà un nuovo cammino che la porterà a diventare una sorella della Fede.
- Madeleine (マデリン?, Maderin) - è una mercante girovaga che sogna di aprire un negozio tutto suo, la si incontra per la prima volta a Cassardis. In seguito arriverà a Gran Soren dove realizzerà il suo sogno anche grazie al protagonista. È molto affezionata a coloro che l'aiutano.
- Forgiato del Drago (竜識者?, Ryū shikisha) - è stato un Arisen in passato, e vive in una grotta insieme alla sua Pedina che ora ha preso il suo aspetto e i suoi ricordi come succede a tutte le pedine che compiono l'ultimo passo della loro evoluzione. Riferisce al protagonista le origini del Drago e il suo legame con gli Arisen. Egli ha più di mille anni.
- Duca Edmund (エドマン?, Edoman) - era un soldato come tanti, che un giorno fu scelto come Arisen dal Drago che assalì Gransys. Fedele al suo nuovo ruolo, Edmun insieme alle pedine partì per affrontarlo, ne uscì vincitore ed entrò nella leggenda. Passarono diversi anni e quando il vecchio Duca si ammalò e morì senza eredi, Edmun venne scelto come suo successore raggiungendo così le vette del potere. Nominato Duca, Edmun si autonominò "Stermina-Draghi". L'appellativo, ricordo della sua vittoria sul Drago, fu accettato con gioia dal popolo. Sotto la sua guida, Gransys ha goduto di una lunga pace. La giovinezza sembra non volerlo abbandonare ed è tuttora sano e prestante nonostante l'età.
- Il Drago (ドラゴン ?, Doragon) - è l'antagonista principale del gioco. È un'enorme dragone rosso, il cui nome è Grigori, che ha come obiettivo quello di cercare nuovi Arisen e mettere alla prova la loro volontà. Egli attacca un villaggio dove trasforma, chi ne ritiene degno, nel nuovo Arisen. Quando il Drago e l'Arisen si trovano pronti a combattere, il Drago gli offre diverse scelte per metterlo alla prova. Alla morte del Drago, il mondo precipità nell'oscurità e si apre una voragine verso la Faglia.
- Selene (セレナ?, Serena) - è una ragazza che vive nel Bosco della Strega e prapara pozioni come insegnatole da sua nonna, la strega. Selene in seguito scoprirà di essere non altro che la Pedina dell'Arisen che lei conosce come sua nonna, successivamente viene salvata dal protagonista da una folla di plebaglia che voleva ucciderla dandole colpa di essere legata al Drago, decide poi di andare a vivere nel villaggio del suo salvatore.
- Maximilian (マクシミリアン?, Makushimirian) - è il Capitano degli Ammazzadraghi e membro di spicco tra i soldati di Gran Soren. Sempre fedele al Duca Edmund, sotto suo ordine nominò il protagonista membro degli Ammazzadraghi e gli chiese di svolgere degli incarichi importanti. Successivamente quando il protagonista torna a Gran Soren dopo aver ucciso il Drago, Maximilian dovrà scontrarsi con lui perché il Duca lo ritiene un traditore.
- Aelinore (エリノア?, Erinoa) - è nata nella terra di Melorie, figlia del sovrano di quel regno. Venne data in sposa ad Edmund Stermina-Draghi, il nuovo Duca di Gransys, contro il suo volere e giunse al giorno delle nozze senza aver mai visto il viso del suo promesso sposo. Il Duca Edmund ha sempre trascurato la giovane per motivi che lei non è mai riuscita a capire, questo stato di solitudine la spinge ad avvicinarsi al protagonista.
- Mercedes (メルセデス?, Merusedesu) - è il Capitano delle Sentinelle, corpo speciale di soldati nato per sconfiggere il Drago. Conobbe il protagonista nel momento che l'Idra attaccò l'Accampamento, in seguito ne divenne un'amica leale. È molto orgogliosa e molto abile nel combattimento.
- Elysion (エリシオン?, Erishion) - è il capo della setta chiamata "Salvezza". Egli sostiene che solo il Drago può portare la salvezza nel mondo e far scomparire per sempre la falsa morale. Pratica la necromanzia, molte volte si è ritrovato faccia a faccia con il protagonista e tutte le volte ha usato questa arte magica per far resuscitare i morti e farli combattere per lui. In seguito verrà ucciso dal Drago stesso. È il secondo principale antagonista.
- Salomet - è un mago molto potente che avido di potere ha rubato l'Anello del Re Dragone appartenente al Duca stesso. Il protagonista in seguito riceve l'ordine di recuperare l'anello. Salomet viene trovato dall'Arisen, i due combattono ma riesce a scappare. In seguito il protagonista scopre che si è rifugiato nella Torre della Luna Blu, lo raggiunge e combatte di nuovo contro di lui sconfiggendolo dopo una dura battaglia. È un antagonista secondario.
- Zero - è il capo di un gruppo di assassini. Ad un certo punto, Zero con la sua banda comincia a dare la caccia all'Arisen perché lo crede il distruttore del mondo e non il salvatore come affermato da tutti. Zero invia i suoi uomini a fare delle imboscate all'Arisen e alle sue Pedine di notte ma vengono tutti uccisi, così Zero decide di affrontarlo direttamente e dopo un duro scontro viene sconfitto. È un antagonista secondario.
- Savan (サヴァン?, Savuan) - è un Arisen del passato ed è il personaggio che il giocatore interpreta all'inizio del gioco nel prologo durante il quale sta raggiungendo il Drago al Monte Impuro. Successivamente il protagonista scopre che lui è diventato il nuovo Seneshal. I due si affrontano e Savan viene sconfitto e chiede al protagonista di liberarlo dal ciclo della vita eterna.
- Mason (メイソン?, Meison) - è un conversatore piacevole e arguto, Mason è in grado di mescolarsi tra gli altri senza destare sospetti. A primo sguardo sembra un uomo affabile e allegro, di buon carattere. Ma non è che una finzione, una maschera dietro cui si nasconde per realizzare la sua missione. In realtà è freddo e calcolatore, perfino inumano. Anche i suoi concetti di bene e male non sono gli stessi delle altre persone. Una sola cosa importa per lui: realizzare i compiti che gli hanno affidato. Per riuscirci, è pronto anche a rubare, minacciare o uccidere, senza alcun rimorso né esitazione. Il protagonista collaborerà con Mason per sapere di più sulla setta della "Salvezza".

## Eredità

### Dragon's Dogma: Dark Arisen
Il 23 aprile 2013 in Giappone e USA e il 26 aprile in Europa è uscita l'espansione del gioco intitolata Dragon's Dogma: Dark Arisen (ドラゴンズ ドグマ ダークアリズン?, Doragonzu Doguma Dāku Arizun). L'espansione, che oltre ad aggiungere i nuovi incarichi delle bacheche e i nuovi oggetti rilasciati col tempo dalla Capcom sugli store online, presenta anche una nuova locazione di gioco e una nuova avventura da vivere su di essa. Non è uscito semplicemente come un DLC ma come un gioco fisico distinto, nel cui disco è presente anche tutto il gioco originale di Dragon's Dogma, praticamente un pacchetto completo di tutto, inoltre la grafica è stata migliorata e l'unica cosa che necessita di una connessione online (oltre al fatto della modalità stessa di gioco) è il download dell'audio giapponese da poter scegliere come audio principale in sostituzione del doppiaggio in lingua inglese.
Le vicende del DLC sono disponibili fin dall'inizio del gioco ma il livello consigliato per iniziare tale DLC è oltre il livello 50.
Nel gennaio del 2016 questa versione è uscita anche per PC tramite Steam. A ottobre 2017 una versione migliorata graficamente è stata rilasciata per Xbox One e Playstation 4. Il Gioco è ufficialmente compatibile con PlayStation 5 dal 4 gennaio 2021, include il SuperSampling, 30FPS fissi, risoluzione a 1440p. È compatibile anche su Xbox Series, con 30FPS fissi e HDR.

### Sequel

#### Dragon's Dogma Online
Il 27 gennaio 2015 Capcom ha annunciato un nuovo titolo del franchise del gioco intitolato Dragon's Dogma Online, per PlayStation 3, PlayStation 4 e PC, esclusivamente per il Giappone, in cui è uscito il 31 agosto 2015. Il gioco si presenta come un free-to-play multigiocatore, in questa edizione sono stati introdotti nuovi nemici. Il 30 giugno 2016 è uscita la versione 2.0 di Dragon's Dogma Online dove si introduce una nuova trama, nuovi personaggi e nuovi mostri. Dragon's Dogma Online si svolge nella terra di Lestania. La narrazione generale, incentrata sui ruoli nel mondo di cinque potenti draghi, era originariamente pianificata in cinque fasi della storia o "stagioni". A causa dell'interruzione del gioco, la trama dovette terminare al terzo capitolo. I server del gioco sono stati chiusi nel dicembre 2019.

#### Dragon's Dogma 2
In occasione del decimo anniversario di Dragon's Dogma, il game director Hideaki Itsuno ha annunciato lo sviluppo di Dragon's Dogma 2, il gioco utilizza il motore RE Engine, è stato pubblicato il 22 marzo 2024 per le console PlayStation 5, Xbox Series e PC/Steam.

## Altri media

### Serie animata Netflix
Il 12 marzo 2019 Netflix annuncia la lavorazione di una serie animata ambientata nel mondo di Dragon's Dogma, diretto da Shinya Sugai, character design è di Iku Nishimura. Prodotto da Taiki Sakurai in collaborazione con Capcom, l’animazione è stata affidata allo studio di animazione CG Sublimation. La serie è uscita sulla piattaforma streaming il 17 Settembre 2020.

### Fumetti
Dragon's Dogma Revives [ドラゴンズドグマ リヴァイブス] è un manga disegnato da Yumiya Tashiro, pubblicato il 7 gennaio 2017.
Dragon's Dogma Digital Comic è una serie di video in stile visual novel pubblicati dal 12 aprile 2012 nel profilo ufficiale del gioco su YouTube in lingua originale e con sottotitoli. La storia narra di Savan alla ricerca di indizi sulla morte del padre e l'incontro con Morganna, Salde, Quince.

## Accoglienza
| Testata                          | Versione               | Giudizio |
| -------------------------------- | ---------------------- | -------- |
| Metacritic (media al 12·11·2021) | Xbox One               | 80/100   |
| Metacritic (media al 12·11·2021) | Xbox 360               | 77/100   |
| Metacritic (media al 12·11·2021) | PlayStation 3          | 80/100   |
| Metacritic (media al 12·11·2021) | PlayStation 4          | 78/100   |
| Metacritic (media al 12·11·2021) | N. Switch              | 78/100   |
| Metacritic (media al 12·11·2021) | PC                     | 81/100   |
| OpenCritic (media al 12·11·2021) | collettivo             | 81/100   |
| Multiplayer.it                   | Xbox 360               | 86/100   |
| The Games Machine                | N. Switch              | 80/100   |
| The Games Machine                | PlayStation 4 Xbox One | 85/100   |
| The Games Machine                | PC                     | 88/100   |
| IGN Italia                       | PC                     | 89/100   |

La rivista Play Generation diede alla versione per PlayStation 3 un punteggio di 91/100, apprezzando il buon sistema di combattimento, la mappa di gioco immensa e l'idea delle pedine e come contro il fatto che tecnicamente non fosse sempre impeccabile e che alcune missioni fossero eccessivamente ripetitive, finendo per trovarlo un GdR ricco di contenuti che sapeva soddisfare la voglia di avventura degli appassionati.
Il gioco nelle varie versioni ha venduto 5,8 milioni di copie